# Glypta ralla
Glypta ralla är en stekelart som beskrevs av Dasch 1988. Glypta ralla ingår i släktet Glypta och familjen brokparasitsteklar. Inga underarter finns listade i Catalogue of Life.